# Zalichtchyky
Zalichtchyky (en ukrainien : Заліщики) ou Zalechtchiki (en russe : Залещики ; en polonais : Zaleszczyki) est une ville de l'oblast de Ternopil, en Ukraine, et le centre administratif du raïon de Zalichtchyky. Sa population s'élevait à 8 928 habitants en 2022.

## Géographie
Zalichtchyky est située dans un coude du Dniestr, à 43 km au nord-nord-ouest de Tchernivtsi, à 102 km au sud de Ternopil, à 182 km au sud-est de Lviv et à 400 km à l'ouest-sud-ouest de Kiev.

## Histoire
De 1375 à 1772, Zalichtchyky fit partie de la Pologne. Elle fut ensuite rattachée à l'Autriche puis à l'Autriche-Hongrie. Elle reçut en 1766 des privilèges urbains (droit de Magdebourg) du dernier roi de Pologne, Stanislas Auguste Poniatowski qui y avait un palais. Au cours du XIXe siècle, les environs de la ville étaient surtout peuplés d'Ukrainiens, mais la ville elle-même avait une population bigarrée, polonaise, allemande, moldave et juive. Vers 1900, la région connut une émigration massive vers le Nouveau Monde, en particulier l'ouest du Canada. 
Du 1er novembre 1918 à mai 1919 sous l'administration de la RPUO, de juillet 1919 au 14 mars 1923 sous l'administration provisoire de la Pologne, approuvée par la conférence de paix de Paris le 25 juin 1919. La souveraineté de la Pologne sur le territoire de la Galicie orientale a été reconnue par le Conseil des Ambassadeurs le 15 mars 1923. À partir du 15 mars 1923 aux frontières de la IIe République de Pologne, chef-lieu de la voïévodie de Tarnopol.
En raison de son climat spécifique et très chaud dans la Seconde République de Pologne, une station balnéaire bien connue avec de magnifiques plages sur le Dniestr, un endroit unique où poussent certaines espèces végétales et la "capitale" de la viticulture. On y expérimentait la culture d’oranges et de riz. Chaque année, une fête nationale des vendanges y était organisée. La station balnéaire s'appelait la "Merano polonaise". En 1928, Zaleszczyki a été reconnu comme une station thermale de caractère d'utilité publique. Un train de nuit direct de Varsovie arrivait ici, transportant des vacanciers et des fruits rares en Pologne, comme les pêches, les raisins, les pastèques et les melons. La liaison ferroviaire entre Gdynia et Zaleszczyki était la plus longue de la IIe République de Pologne - la distance était de 1 314 km. Dans l'entre-deux-guerres, Zaleszczyki abritait l'école d’horticulture. C'était le siège de l'Inspection et du poste de garde des douanes. Le poste de garde des douanes était également stationné dans la ville, puis le bureau du Corps de protection de frontières.
À l'époque de la République populaire de Pologne et de la propagande communiste, Zaleszczyki était considéré comme le point où les restes des troupes polonaises (dirigées par le commandant en chef Rydz-Smigly) ainsi que le gouvernement et les plus hauts fonctionnaires se sont retirés en Roumanie après le 17 septembre 1939. En fait, il n'y avait qu'un pont ferroviaire à Zaleszczyki, et la frontière était traversée par des voitures à Kuty (Kouty). Peu de réfugiés ont traversé le Dniestr en 1939 dont Melchior Wańkowicz (en).
Juste après, le 17 septembre 1939, la ville fut envahie par l'Armée rouge puis annexée par l'Union soviétique et rattachée à la république socialiste soviétique d'Ukraine. Les Allemands de la ville sont alors « rapatriés » de force dans le Reich nazi selon le pacte Hitler-Staline, les Polonais expulsés vers le « Gouvernement général » (Pologne occupée par l'Allemagne) et les Moldaves vers la Roumanie. Après l'invasion de l'URSS par les nazis, en décembre 1941, environ 800 juifs de la ville furent assassinés lors d'une exécution de masse perpétrée par une unité des Einsatzgruppen, et 200 autres juifs furent envoyés aux travaux forcés. Le 20 septembre 1942, la plupart des juifs survivants furent déportés au Camp d'extermination de Bełżec puis mis à mort. D'autres furent déportés en 1943. Très peu survécurent, surtout parmi ceux qui avaient rejoint les partisans. À la fin de la guerre, Zalichtchyky est quasi-désertée et sera repeuplée par les villageois ukrainiens des campagnes dévastées alentour.

## Lieux d'intérêt
Zalichtchyky possède une église catholique polonaise du XVIIe siècle, un hôtel de ville de style autrichien du XVIIIe siècle et d'autres monuments. La douceur de climat sur les coteaux du Dniestr en fait une région favorable à la viticulture, aux pêches et autres fruits, mais la région est surtout connue pour ses tomates.

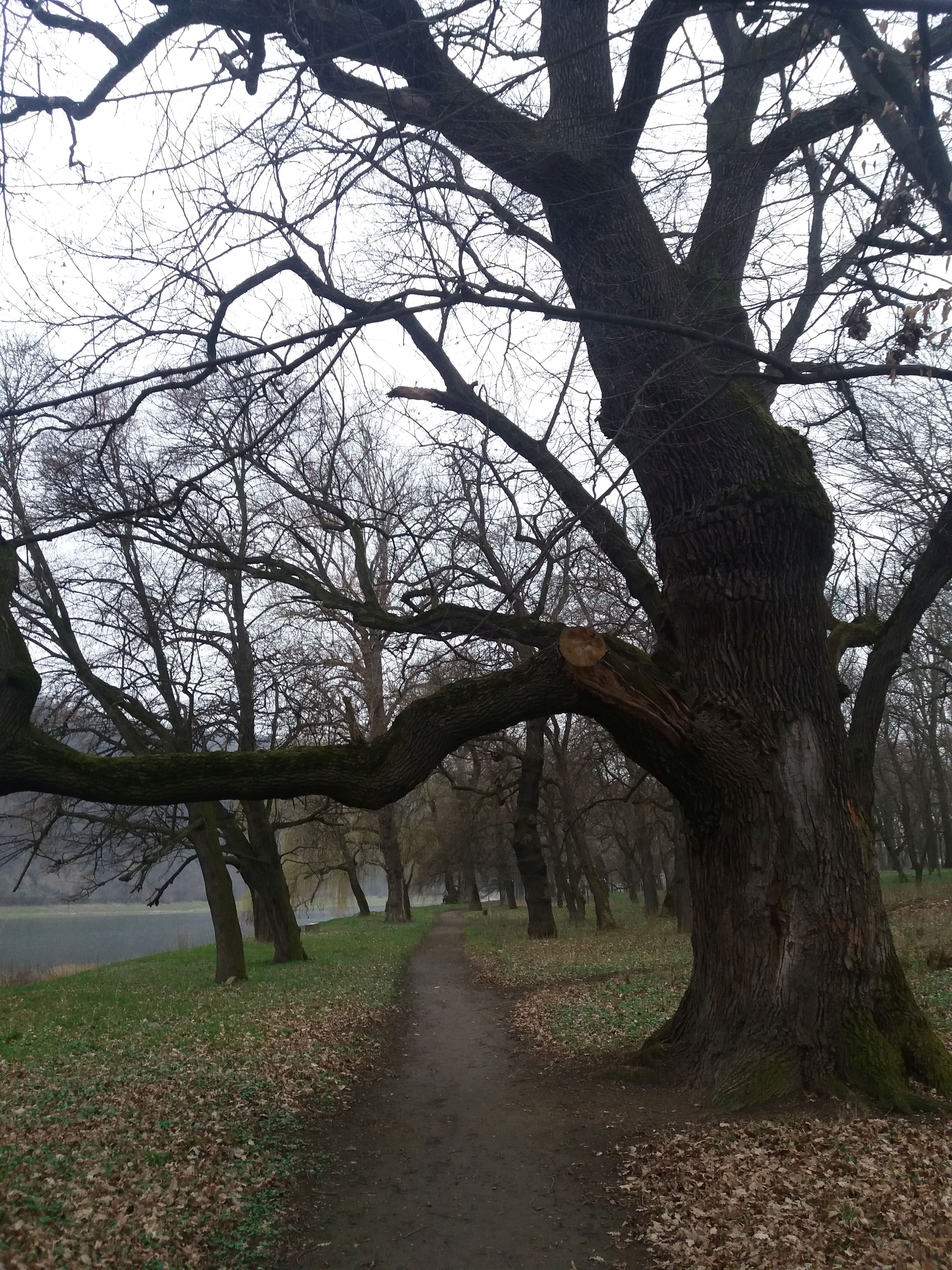
Son parc naturel, classé[4],
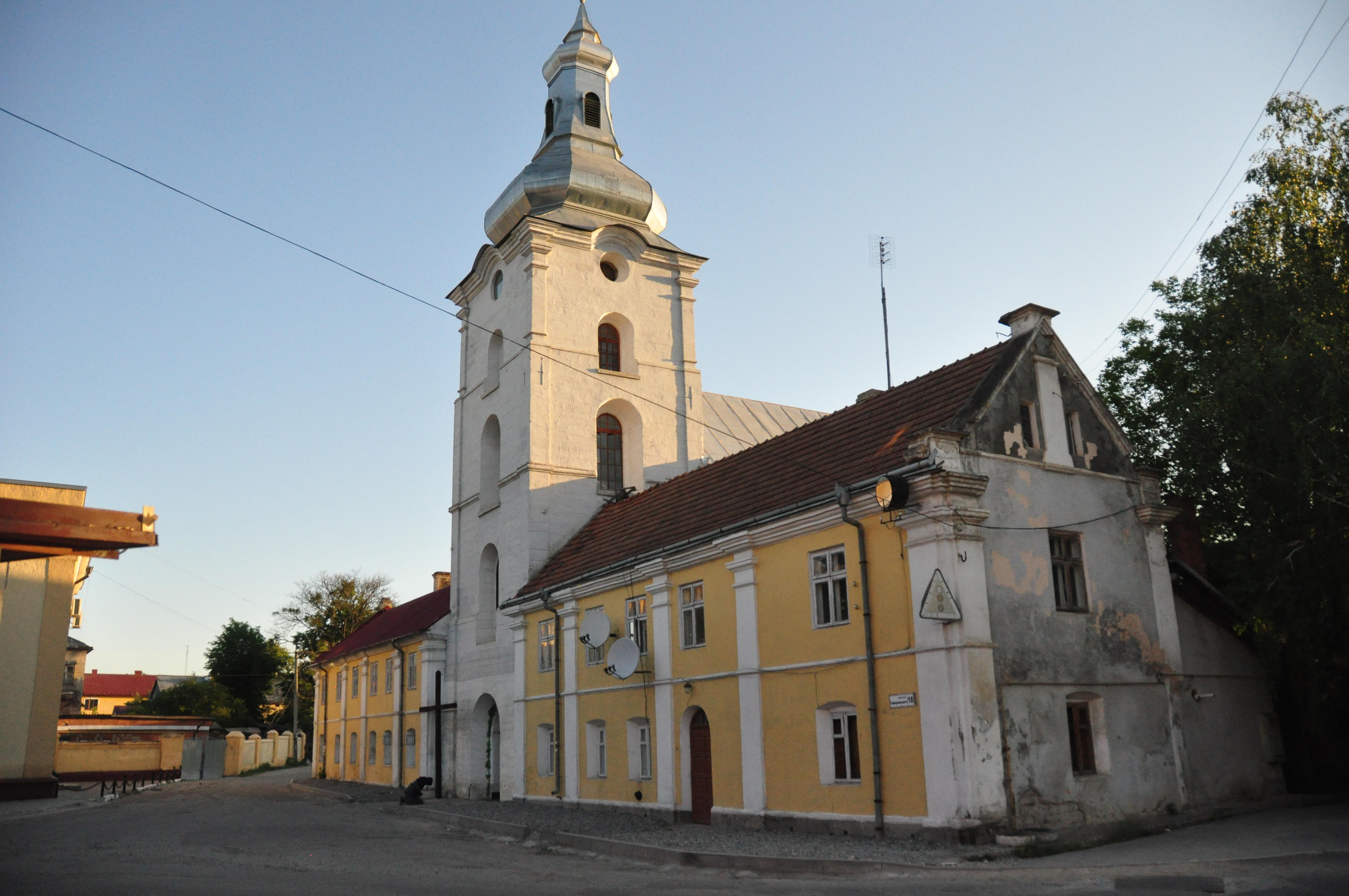
l'église St-Stanislas, classée[5],
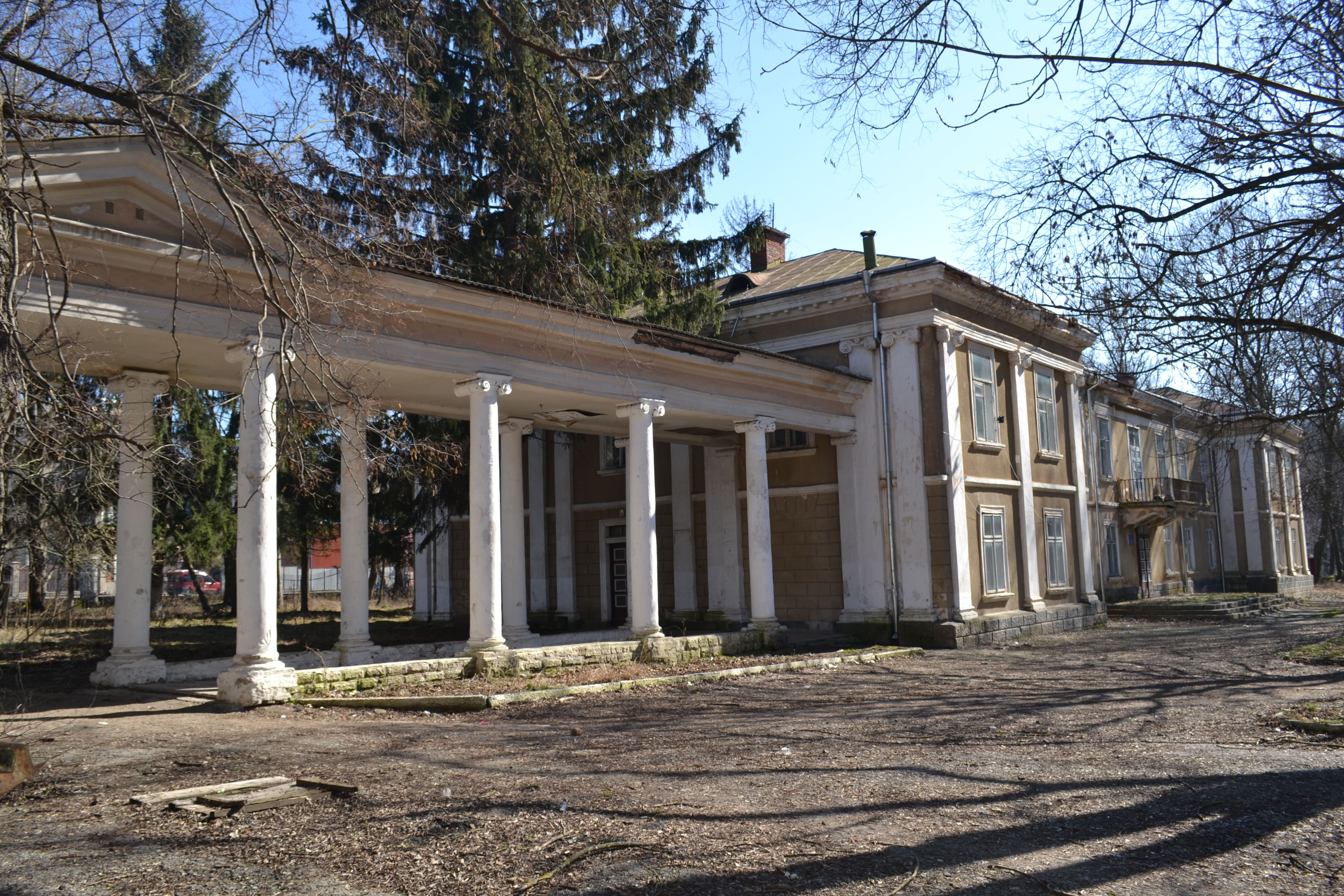
le palais Brunicky, classé[6].

## Population
La population est, depuis 1945, quasi-intégralement ukrainienne selon les recensements (*) ou estimations :
| 1939  | 1959* | 1970* | 1979*  | 1989*  | 2001*  | 2010  |
| ----- | ----- | ----- | ------ | ------ | ------ | ----- |
| 4 100 | 6 219 | 8 130 | 11 526 | 12 646 | 10 125 | 9 409 |

| 2011  | 2012  | 2013  | 2014  | 2015  | 2016  | 2017  |
| ----- | ----- | ----- | ----- | ----- | ----- | ----- |
| 9 426 | 9 382 | 9 417 | 9 379 | 9 384 | 9 331 | 9 309 |

## Transports
Zalichtchyky se trouve à 147 km de Ternopil par le chemin de fer et à 130 km par la route. Elle se trouve sur la route européenne 85, qui la relie à Ternopil au nord et à Tchernivtsi et Bucarest au sud et possède sa gare ferroviaire.

## Personnalités
- David Yeshayahu Silberbusch (1854-1936), écrivain de langues yiddish et hébraïque, est né à Zalichtchyky.
- Osyp Makovei (1867-1925), écrivain ukrainien, a longtemps vécu et est décédé à Zalichtchyky.
- Felician Myrbach (1853-1940), peintre et illustrateur, né à Zalichtchyky.